# Pouteria flavilatex
Pouteria flavilatex är en tvåhjärtbladig växtart som beskrevs av Terence Dale Pennington. Pouteria flavilatex ingår i släktet Pouteria och familjen Sapotaceae. Inga underarter finns listade i Catalogue of Life.